# Beccariola petiginosa
Beccariola petiginosa es una especie de coleóptero de la familia Endomychidae.

## Distribución geográfica
Habita en las islas  Nueva Bretaña y Salomón.